# بيل برايس (سياسي)
بيل برايس (بالإنجليزية: Bill Price)‏ هو سياسي أسترالي، ولد في 11 مايو 1935 في بريزبان في أستراليا. حزبياً، نشط في Queensland Labor Party ‏. وقد انتخب عضو المجلس التشريعي ولاية كوينزلاند.